# قاعدة بيانات براونشفايغ للإنزيمات
قاعدة بيانات براونشفايغ للإنزيمات (بالإنجليزية: BRaunschweig ENzyme DAtabase)‏ (BRENDA) هي نظام معلومات للإنزيمات وهي واحدة من قواعد بيانات الإنزيمات الأكثر شمولا.

## روابط خارجية
- الموقع الرسمي
- تسمية الإنزيمات